# Креольская кухня
Креольская кухня (фр. cuisine créole; порт. culinária crioula; исп. cocina criolla) — кухня, зародившаяся в колониальные времена в результате слияния африканских, европейских и американских доколумбовых пищевых традиций. Креольская кухня — это термин, который относится к сложившимся кулинарным традициям людей европейского происхождения, родившихся в Новом Свете и адаптировавшимся к нему (так называемый «Плавильный котел»). В широком смысле, это кухня креолов.
По словам норвежского антрополога Томаса Хюлланна, «креольское общество (…) основано полностью или частично на массовом перемещении людей, которые были, часто невольно, вырваны из своей первоначальной родины, теряя по пути основные черты своей социальной и политической организации, вступая в постоянный контакт с людьми из других языковых и культурных областей и вынужденные разрабатывать, творческим и импровизационным образом, новые социальные и культурные формы на новой земле, опираясь одновременно на традиции своих соответствующих мест происхождения и на импульсы, возникающие в результате столкновения». Креольская кухня встречается в разных регионах мира, которые ранее были европейскими колониями. Креольскую еду можно найти в Луизиане (США), на Кубе, в Бразилии, в Перу, на Французских Антильских островах, во Французской Гвиане, на Реюньоне (Франция), на Ямайке, в Аннобоне (Экваториальная Гвинея), в Сьерра-Леоне, в Либерии, на Кабо-Верде, в Доминиканской Республике и т. д. В каждом регионе креольская кухня адаптировалась к местным продуктам (поэтому не существует «единой» креольской кухни), однако, у них есть некоторые общие черты:
- Объединение совершенно разных продуктов в одном блюде (по сравнению с традиционной европейской кухней).
- Очень пряные вкусы, смеси сладкого и солёного, а также острые блюда.
- Относительно простые общие кулинарные приемы[4], такие как жарка или тушение мяса (рагу). Адобо[англ.] (маринады) также распространены[5]. Блюда на гриле встречаются редко[1].

В испаноязычной Америке многие креольские блюда называются с окончанием a la criolla, например, pollo a la criolla или colitas de res a la criolla или просто с прилагательным criollo/a, например, vinagre criollo (креольский уксус) или chorizo criollo. Также во французском языке используются термины à la créole или просто créole, например, pâté créole.

## Терминология
Креолом может быть чернокожий человек, произошедший от африканских рабов, или креолом может быть потомок рабов европейских рабовладельцев, родившихся в латиноамериканских колониях европейцев. В самом широком трактовании этот термин может относиться к любому неевропейскому уроженцу латиноамериканской страны.

## По регионам
- Аргентинская креольская кухня[8]
- Бразильская креольская кухня
- Гвианская креольская кухня
- Луизианская креольская кухня
- Креольская кухня Реюньона
- Маврикийская креольская кухня
- Карибская креольская кухня[9]
- Мексиканская креольская кухня[1]
- Перуанская креольская кухня[10]
- Креольская кухня на Кубе

### Бразильская креольская кухня
В бразильской кухне люди говорят о порт. culinária crioula, имея в виду, в частности, заметное влияние африканской кухни (и, в более широком смысле, всей африканской культуры) на колониальное бразильское общество. Кухня африканских рабов адаптировалась к местным ингредиентам, таким как маниока (кассава) или милхо (кукуруза), хотя они также импортировали ингредиенты с другой стороны Атлантики, такие как azeite de dendê (пальмовое масло), cuscuz (крупа кускус), кокос или кофе. Что касается блюд, одним из блюд, которое берет свое начало в кухне африканских рабов, является фейжоада, которое сегодня считается национальным блюдом Бразилии.
Бразильская креольская кухня связана с кандомбле, афроамериканской религией, берущей начало в религии йоруба, как и кубинская сантерия. В этой религии «еда играет основополагающую роль, поскольку она считается связующим звеном между людьми и Ориша». Блюда, характерные для кандомбле, — это акараже, каруру или ватапа.

### Креольская кухня в Луизиане
Луизианская креольская кухня сформировалась под влиянием африканской, карибской, французской, испанской и американской кухонь. Хотя она имеет много общих черт с кухней каджунов (обе возникли в Луизиане), эти две кухни различаются по своему происхождению. Луизианская креольская кухня была создана креолами из Луизианы — как правило, метисами испанского и французского происхождения, родившимися в Луизиане — в то время как каджунская кухня произошла от каджунов или акадийцев (происходящих из региона Акадиана) с большим влиянием креольской кухни.

### Креольская кухня на Реюньоне
Реюньон — остров, населённый в основном французами, африканцами, индийцами и китайцами. Этот небольшой остров в архипелаге Маскаренские острова находится в Индийском океане недалеко от Мадагаскара и африканского континента и долгое время был французской территорией. Реюньонская кухня также считается креольской, поскольку большая часть её кулинарных традиций (такие блюда, например, как сиве) хотя и пришла из Франции, но используемые ингредиенты почти все местные (из Азии и Африки) и считаются экзотическими в метрополии Франции.

### Маврикийская креольская кухня
Креольская кухня является неотъемлемой частью рациона каждого жителя Маврикия и имеет влияние африканской, индийской и французской кухни. Креольские блюда Маврикия обычно включают в себя потребление морепродуктов, свежих овощей, бобовых, фасоли и кукурузы.

### Креольская кухня в испаноязычной Америке
Испано-американская креольская кухня сочетает в себе испанские и местные элементы из испаноязычных регионов. Она готовится из ключевых местных ингредиентов, таких как картофель, помидоры или кукуруза, выращенных и собранных в местах их происхождения. Креольское влияние очевидно в случае кубинской, пуэрториканской, доминиканской, центральноамериканской, колумбийской, эквадорской, венесуэльской, перуанской, мексиканской и боливийской креольской кухни.

### Креольская кухня на Кубе
Кубинская креольская кухня, как правило, сосредоточена вокруг бобов, свинины и риса в качестве основных ингредиентов. В 1850-х годах появление кубинских кулинарных книг на острове начало подчеркивать особую «кубинскую» или «креольскую» кухню. Помимо использования завозных ингредиентов, кубинская креольская кухня также регулярно использовала растения, эндемичные для острова Куба. Особенно часто в готовку шли богатые углеводами продукты, включающие сладкий картофель, маниоку и зеленые бананы. Из них и по сей день кубинцы готовят такой вид блюд, как виандас (viandas). Виандас повсеместно распространены в кубинской креольской кухне, они также известны своими лечебными свойствами, особенно при проблемах с пищеварением.

### Перу
Креольская кухня также развивалась вдоль побережья Перу с испанским, африканским, итальянским и китайским влиянием. Одним из фирменных блюд перуанской креольской кухни является севиче, которое готовится из свежей рыбы, выдержанной в лимонном соке. Другие перуанские креольские/национальные блюда — это цыпленок чили (исп. ají de gallina), карапулькра (исп. carapulcra) и такутаку (исп. tacutacu).

### Мексика
В Мексике термин «креольский» немного отличается от такого в соседних странах, поскольку он относится к сельскохозяйственным продуктам родом из Мексики, которые считаются растительными реликтами, то есть к фруктам или овощам, которые выращиваются в местном масштабе (типично для определённого региона) по древним технологиям, которые использовали доколумбовые общества, без изменений в сорте (их размер, цвет и вкус одинаковы). Примерами этого являются креольская кукуруза, какао и чили, которые являются «чистейшими» из своих сортов.
Термин «креольский» также может относиться к импортированному фрукту или овощу, который после адаптации к местному климату принял совершенно новую форму. Одним из примеров этого является креольский персик, который меньше по размеру и слаще, желтее и твёрже оригинального персика. В более редких случаях этот термин может относиться к гибридным сортам.